# 디카페탈룸과
디카페탈룸과(Dichapetalaceae)는 말피기아목에 속하는 속씨식물과의 하나이다. 3개 속에 약 165여 종을 포함하고 있다. 이 과의 종들은 나무, 관목 또는 열대산 덩굴 식물이며 전 세계의 열대 및 아열대 지역에서 자생한다. 남아프리카에 자생하는 키노숨(Dichapetalum cymosum) 종은 불소아세트염(fluoroacetate) 때문에 아주 유독하다.

## 분포
미크로네시아와 폴리네시아를 제외한 북반구와 남반구의 전 열대 지역 저지대 지역에서 흔하게 발견된다. 아프리카와 인도에서는 아열대 지역에서도 발견된다.

## 하위 종
- 디카페탈룸속 (Dichapetalum)
- 스테파노포디움속 (Stephanopodium)
- 타푸라속 (Tapura)